# Sara Cakarevic
Sara Cakarevic (* 12. März 1997) ist eine französische Tennisspielerin.

## Karriere
Cakarevic spielt vorrangig Turniere der ITF Women’s World Tennis Tour, bei der sie bislang sechs Titel im Einzel und einen Titel im Doppel gewann.
Für die French Open 2017 erhielt sie eine Wildcard für die Qualifikation zum Dameneinzel, traf dort aber auf die in der Qualifikation topgesetzte Sara Errani, der sie sich mit 1:6 und 0:6 geschlagen geben musste.
Für die French Open 2018 erhielt sie in allen drei Wettbewerben eine Wildcard. Zusammen mit ihrer Partnerin Jessika Ponchet im Damendoppel und mit Alexandre Müller im Mixed scheiterte sie aber ebenso bereits in der ersten Runde wie auch in der Qualifikation zum Dameneinzel in der ersten Qualifikationsrunde.

## Turniersiege

### Einzel
| Nr. | Datum             | Turnier                  | Kategorie   | Belag | Finalgegnerin        | Ergebnis      |
| --- | ----------------- | ------------------------ | ----------- | ----- | -------------------- | ------------- |
| 1.  | 17. Juli 2016     | Prokuplje                | ITF $10.000 | Sand  | Satsuki Takamura     | 6:2, 6:0      |
| 2.  | 17. Dezember 2017 | Hammamet                 | ITF $15.000 | Sand  | Margot Yerolymos     | 3:6, 6:3, 6:0 |
| 3.  | 14. Januar 2018   | Hammamet                 | ITF $15.000 | Sand  | Ioana Loredana Roșca | 6:2, 7:64     |
| 4.  | 23. April 2023    | Santa Margherita di Pula | ITF W25     | Sand  | Katarina Sawazka     | 6:2, 6:4      |
| 5.  | 7. April 2024     | Hammamet                 | ITF W35     | Sand  | Carson Branstine     | 6:3, 6:1      |
| 6.  | 6. Oktober 2024   | Santa Margherita di Pula | ITF W35     | Sand  | Matilde Paoletti     | 6:2, 7:68     |

### Doppel
| Nr. | Datum             | Turnier     | Kategorie   | Belag | Partnerin     | Finalgegnerinnen                 | Ergebnis         |
| --- | ----------------- | ----------- | ----------- | ----- | ------------- | -------------------------------- | ---------------- |
| 1.  | 1. September 2017 | Middelkerke | ITF $15.000 | Sand  | Magali Kempen | Cristina Adamescu Cristina Bucsa | 6:4, 4:6, [10:5] |